# Thomas Heinze (Kulturwissenschaftler)
Thomas Heinze (* 23. Oktober 1942 in Berlin) ist ein deutscher Kulturwissenschaftler.

## Leben
Nach der Promotion 1971 an der TU Berlin zum Dr. phil. und der Habilitation in Marburg 1977 lehrte er ab als Professor am Institut für Kulturmanagement der Fernuniversität in Hagen.

## Schriften (Auswahl)
- Theater zwischen Wirklichkeit und Möglichkeit. Theorie und Praxis sozialwissenschaftlicher Theaterforschung, dargestellt am Beispiel einer Expertenbefragung in Berlin. Köln 1973, ISBN 3-412-82473-9.
- Unterricht als soziale Situation. Zur Interaktion von Schülern und Lehrern. München 1978, ISBN 3-7799-0627-9.
- Schülertaktiken. München 1980, ISBN 3-541-41101-5.
- Kultursponsoring, Museumsmarketing, Kulturtourismus. Ein Leitfaden für Kulturmanager. Wiesbaden 2005, ISBN 3-531-33782-3.